# Гельвиг, Густав Карлович
Густав Карлович Гельвиг (Гельвих) (нем. Gustav Karl Hans von Helwig; 6 декабря 1779 — 14 сентября 1855) — российский военачальник, генерал-лейтенант Русской императорской армии, участник Наполеоновских войн.

## Биография
Густав Гельвиг родился в 1779 году; происходил из дворян Эстляндской губернии.
Служил солдатом в лейб-гвардии Преображенском полку и в лейб-гвардии Артиллерийском батальоне, в котором произведён в январе 1800 г. в подпоручики с переводом в 1-й пионерный полк. Затем служил в сапёрном полку и во 2-м саперном батальоне и участвовал в Отечественной войне 1812 года и Заграничных походах русской армии 1813—1814 гг., исполняя поручения по инженерной части.
5 декабря 1816 года Густав Карлович Гельвиг был назначен командиром 3-го пионерного батальона и 6 октября следующего года был произведён в полковники. 16 декабря 1821 года был награждён орденом Святого Георгия 4-й степени (№ 3560 по списку Григоровича — Степанова).
8 июня 1822 года произведён в генерал-майоры. 6 декабря 1826 года сдал командование батальоном в связи с назначением комендантом Динабургской крепости (Высочайший приказ о назначении от 22 февраля 1822 года).
6 декабря 1837 года произведён в генерал-лейтенанты, а 12 июля 1846 года по расстроенному здоровью уволен от должности и зачислен по инженерному корпусу. В 1849 г. назначен членом генерал-аудиториата.
Густав Карлович Гельвиг скончался 14 сентября 1855 года в Санкт-Петербурге, похоронен в Эстляндии.
Был холост. По свидетельству современников, Гельвиг не переносил присутствия женщин и избегал общения с ними. Выпроводив очередную посетительницу, приказывал тотчас выколотить стул, на котором она сидела, и окурить комнату уксусом с водой.

## Награды
- Орден Святого Владимира 4-й ст. с бантом (19 декабря 1812)
- Орден Святой Анны 2-й ст. (7 октября 1813)
- Золотая шпага за храбрость (1814)
- Орден Святого Георгия 4-го кл. за 25 лет беспорочной службы (16 декабря 1821)
- Орден Святого Владимира 3-й ст. (5 ноября 1827)
- Орден Святой Анны 1-й ст. (10 мая 1830); Императорская корона к ордену (20 октября 1833)
- Орден Святого Станислава 1-й ст. (5 марта 1832)
- Орден Святого Владимира 2-й ст. (23 декабря 1840)
- Орден Белого орла (1 января 1844)
- Знак отличия беспорочной службы за L лет (22 августа 1853)